# Issha (metropolitana di Nagoya)
Issha (一社駅?, Issha-eki) è una stazione della metropolitana di Nagoya situata nel quartiere di Meitō-ku, nel centro di Nagoya ed è servita dalla linea Higashiyama. Si tratta dell'ultima stazione sotterranea della linea Higashiyama in direzione Fujigaoka.

## Linee
Metropolitana di Nagoya
 Linea Higashiyama

## Struttura
La stazione, sotterranea, possiede due marciapiedi laterali con due binari passanti. Ciascun binario è dotato di una propria area tornelli, e quindi la stazione è priva di un vero e proprio mezzanino.
| 1 | Linea Higashiyama | per Fujigaoka                                        |
| 2 | Linea Higashiyama | per Chikusa, Sakae, Nagoya, Nakamura Kōen e Takabata |

## Stazioni adiacenti
| «                 | Servizio          | »                 |
| Linea Higashiyama | Linea Higashiyama | Linea Higashiyama |
| ----------------- | ----------------- | ----------------- |
| Hoshigaoka        | -                 | Kamiyashiro       |